# لیون شلسینگر
لیون شلسینگر (انگلیسی: Leon Schlesinger؛ ۲۰ مهٔ ۱۸۸۴ – ۲۵ دسامبر ۱۹۴۹) یک تهیه‌کننده اهل ایالات متحده آمریکا بود. وی بین سال‌های ۱۹۱۹ تا ۱۹۴۴ میلادی فعالیت می‌کرد.